# Вук Вујачић
Вук Вујачић (1955 – 2007) је био српски музичар, саксофониста, који је свирао на албумима многих рок бендова. Живео је и стварао у Београду. Свирао је у џез бендовима Инамората, Птица, и са џез пијанистом Влајком Лалићем. Користио је алијас Зомби, приликом сарадње са бендом Ду Ду А.

## Списак албума на којима је свирао
- И звуци...за И људе - Група I (1981, ПГП РТБ)
- Примитивни плес - Ду Ду А (1983, ПГП РТБ)
- Перфектан дан за банана рибе - ВИА Талас (1983, Сарајево диск)
- Психо клуб - Сломљена стакла (1983, ZKP RTL)
- The Blues - Dr. Project Point Blank Blues Band (1984, ПГП РТБ)
- Љубав је кад - Сломљена стакла (1984, Југотон)
- Ирина -  Хајмо (1984, ПГП РТБ)
- Музика из филма Шест дана јуна - ВИС Идоли (1985, Југотон)
- Everybody On A Safari - кенијског музичара Стивена Харингтона, познатог и као Стева Шумадинац

## Списак песама на којима је свирао
- Сенке су другачије - ВИС Идоли
- Ја Тарзан ти Џејн - Ду Ду А
- Хемија - Мишко Плави
- Једне ноћи на тераси на мору - Козметика
- Ера вулгарис - Ду Ду А